# Astragalus eriostomus
Astragalus eriostomus es una especie de planta del género Astragalus, de la familia de las leguminosas, orden Fabales.

## Distribución
Astragalus eriostomus se distribuye por Irán.

## Taxonomía
Fue descrita científicamente por Bornm. Fue publicado en Beihefte zum Botanischen Centralblatt. 19(2): 239 (1906).
Sinonimia
- Astragalus leucocerciformis M. Ranjbar Mobarakeh & A. A. Maassoumi
Astragalus ghamsaricus R. Maassoumi & S. Tietz